# Tours-i Berengár
Tours-i Berengár (latinul: Bérenger de Tours, franciául: Beringerius Turonensis; Tours, 998/999 körül – La Riche, 1088. január 6.) latin nyelven író középkori francia skolasztikus teológus.

## Élete
Fulbert chartres-i püspök iskolájában tanult. 1031-ben a tours-i iskola elöljárója, 1040-ben Angers városának főesperese lett. Racionalisztikus gondolkodását alkalmazta az eucharisztiával kapcsolatos tanítására Ratramnus nyomán azt tanítva: a kenyér és a bor csak jele és záloga Krisztus testének és vérének, de lényegükben nem változnak. Ezzel a nézetével Berengár összeütközésbe került barátjával, az ortodox Lanfranckal.
Lanfranc bevádolta Berengárt Rómában, és 1050-ben ott, illetve Vercelliben tartott zsinatokon elítélték Berengárt. Berengár ragaszkodott nézetéhez, és kifejtette: az igazság keresésében inkább az észre, mint a tekintélyekre kell támaszkodni, ezért viszont Berengárt egy időre fogságba is vetették. Hildebrand bíboros (a későbbi VII. Gergely pápa) közbenjárására a tours-i zsinat 1054-ben beérte Berengárnak egy kevéssé határozott nyilatkozatával, így egy ideig Berengárt nem támadták. 
Amikor Berengár Hildebrandban bízva egy 1059-es római zsinaton nézeteit újból fejtegette, arra kényszerítették, hogy eretnekségét elátkozza és kinyílvánítsa: az eucharisztiában a kenyér és a bor Krisztus igazi teste és vére. Visszatérése után Berengár kinyilatkoztatta, hogy megbánta hamis esküjét, amelyet csak a haláltól való félelem hatására tett. Emiatt a nyilatkozata miatt ismét kiátkozták több zsinaton (Angers: 1062, Rouen: 1063, St.-Maixent: 1075, Róma: 1079). A római zsinaton végül VII. Gergely rábeszélésére visszavont mindent és hallgatást fogadott. Ezután Saint-Cosme-szigetre  vonult vissza, ahol egyházi felügyelet alatt élt 1088-ban bekövetkezett haláláig.
Berengár fő művét, a De coenát Gotthold Ephraim Lessing találta meg a wolfenbütteli könyvtárban. Többi művét Vischer A. F. és F. Th. adta ki Berlinben 1834-ben, míg a rá vonatkozó leveleket Sudendorf B. adta ki először (Gotha, 1850). Érdekesség, hogy a Berengár-féle vitában a vercelli zsinat a Berengár által hivatkozott Johannes Scotus Erigenanak a műveit is eltiltotta. Ettől az időtől kezdve az egyház általában hangoztatta: a hitbeli igazságokat nem szabad az ésszel vizsgálni. Berengár nézetei ugyanakkor még is hatással voltak későbbi gondolkodókra, elsősorban Pierre Abélardra.

## Magyar szövegkiadások
- Boldog Lanfrancus canterbury érsek könyve Az Úr testéről és véréről Tours-i Berengár ellen / Tours-i Berengár három válasza Lanfrancusnak; ford. Rokay Zoltán; Lux Color Print–Szulik Alapítvány, Óbecse, 2009 (Textus receptus)